# 霍爾博卡鄉
47°09′N 27°42′E / 47.150°N 27.700°E
霍爾博卡鄉（羅馬尼亞語：Comuna Holboca, Iași），是羅馬尼亞的鄉份，位於該國東北部，由雅西縣負責管轄，面積59平方公里，海拔高度52米，2007年人口12,538，人口密度每平方公里211人。